# Melissodes trinodis
Melissodes trinodis är en biart som beskrevs av Robertson 1901. Melissodes trinodis ingår i släktet Melissodes och familjen långtungebin. Inga underarter finns listade i Catalogue of Life.